# Marie-Marguerite Brun
Marie-Marguerite Brun, née le 25 juin 1713 à Coligny et décédée en 10 juillet 1794 à Besançon, est une lexicographe et poétesse française.

## Biographie
Née Marie-Marguerite de Maison-Forte, elle prend en 1730 le nom Brun en épousant le subdélégué de Besançon, qui deviendra ensuite procureur du roi du bureau des finances de Besançon. Réunissant régulièrement des gens de lettres à son domicile, elle publie en 1753, avec M. Petit-Benoist, Essay d'un dictionnaire comtois-françois.
En 1773, elle obtient une mention honorable au concours pour le Prix de l'Académie française pour son poème L'Amour maternel. En 1774, elle publie un autre poème, L’Amour des François pour leur roi.

## Œuvres
Dictionnaire :
- Essay d'un dictionnaire comtois-françois, Besançon, Chez la veuve de Claude Rochet, Imprimeur du Roi, et Jean-Antoine Vieille, Libraire, 1753 (BNF 35154129, lire en ligne)

Poèmes :
- L’amour maternel, Alençon, de l'imprimerie de Malassis le jeune, 1773, in-4° (BNF 36117230)
- L’amour des François pour leur roi. Poème, Besançon, 1774, in-4° (BNF 30168683, lire en ligne)